# سيزار مارتينيز (رسام)
سيزار مارتينيز (بالإنجليزية: César Martínez)‏ هو فنان ورسام أمريكي، ولد في 1944 في لاريدو في الولايات المتحدة.